# Fiat 600 (1955)
Ne doit pas être confondu avec Fiat Seicento ou Fiat 600 (2023).
 (avril 2023).
Si vous disposez d'ouvrages ou d'articles de référence ou si vous connaissez des sites web de qualité traitant du thème abordé ici, merci de compléter l'article en donnant les références utiles à sa vérifiabilité et en les liant à la section « Notes et références ».
La Fiat 600 est une automobile fabriquée par le constructeur italien Fiat entre 1955 et 1969 en Italie. La fabrication par des partenaires locaux dans d'autres pays a parfois perduré, comme en Argentine et Colombie jusqu'en 1982 et en ex-Yougoslavie jusqu'en 1986. Elle est considérée comme l'icône du miracle économique italien.
Sa création est le résultat de circonstances fortuites. Alors que Dante Giacosa, le fameux ingénieur et patron du bureau d'études de Fiat à qui l'on doit tant de voitures révolutionnaires, met au point le projet de la nouvelle Fiat 500 (le modèle qui doit dans les plans de Fiat motoriser les Italiens de l'après guerre) en 1952, il se rend compte très rapidement que la mise au point du nouveau moteur refroidi par air va prendre plus de temps que prévu. Alors que la direction générale de Fiat pousse pour la mise sur le marché d'un nouveau modèle de voiture économique en remplacement de la Fiat 500 Topolino vieillissante, Dante Giacosa entreprend d'adapter la forme arrêtée de la future 500 pour en faire une voiture de taille plus importante.
La nouvelle voiture, la Fiat 600, est née en un délai record et est présentée au Salon international de l'automobile de Genève le 9 mars 1955. Avec une carrosserie à deux portes ouvrant face au vent (portes dites suicide), comme le voulait la mode de l'époque, et un habitacle pouvant recevoir facilement quatre adultes. Elle était équipée d'un moteur Fiat placé à l'arrière mais refroidi par eau de 633 cm3 développant 21 ch, autorisant une vitesse de 95 km/h. Son prix ne dépassait pas les 590 000 lires.
La Fiat 600 devient un cas d'école dans l'histoire de l'automobile mondiale. En effet rarement un modèle de cette taille n'a été autant apprécié des automobilistes à travers le monde, à tel point que Fiat doit se résoudre à annoncer des délais de livraison qui dépassent largement douze mois. Afin de satisfaire une demande toujours croissante au fil des années, Fiat la fait construire sous licence dans de nombreux pays, en Europe et Amérique du Sud.

## Les différentes séries

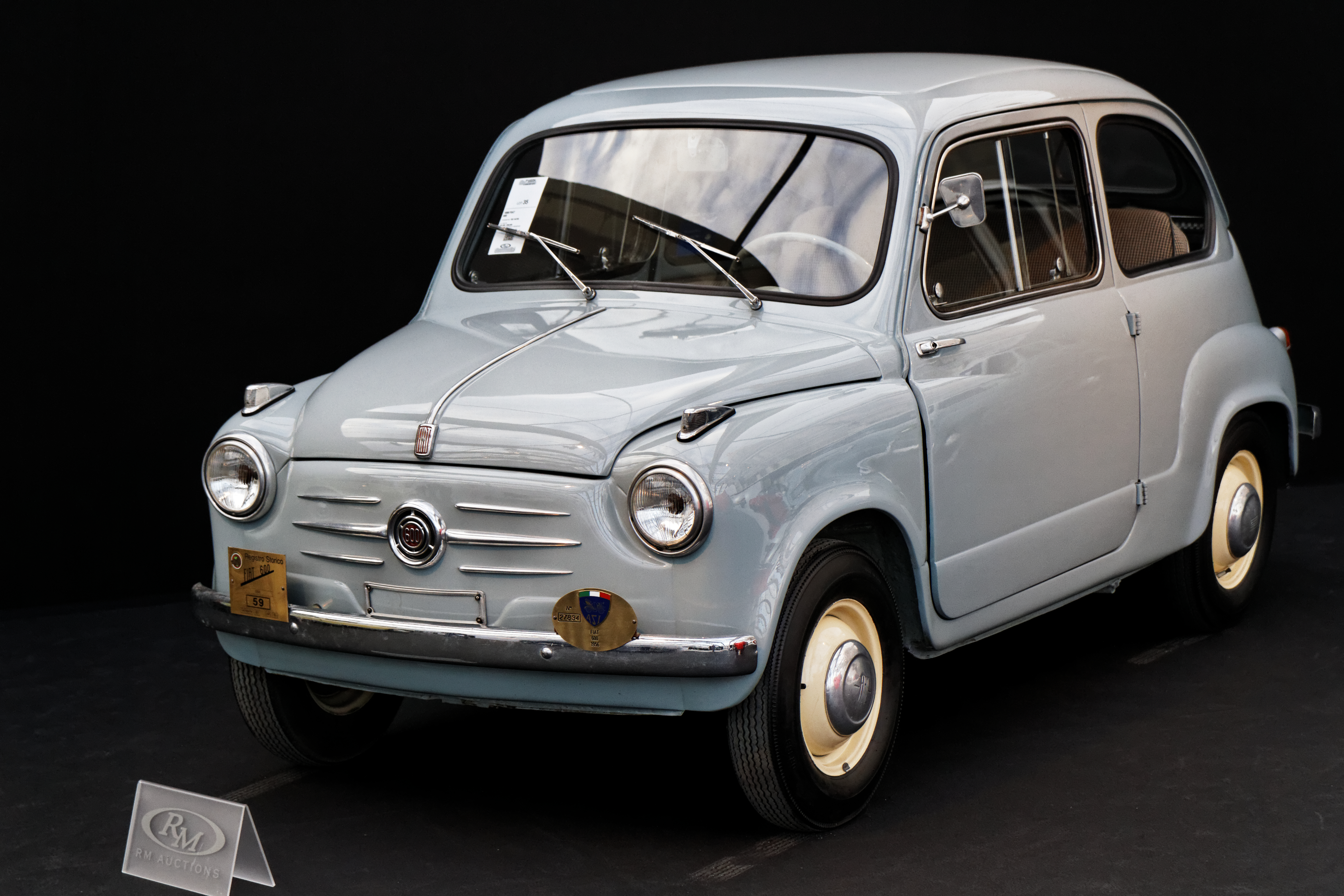
Fiat 600 1re série.

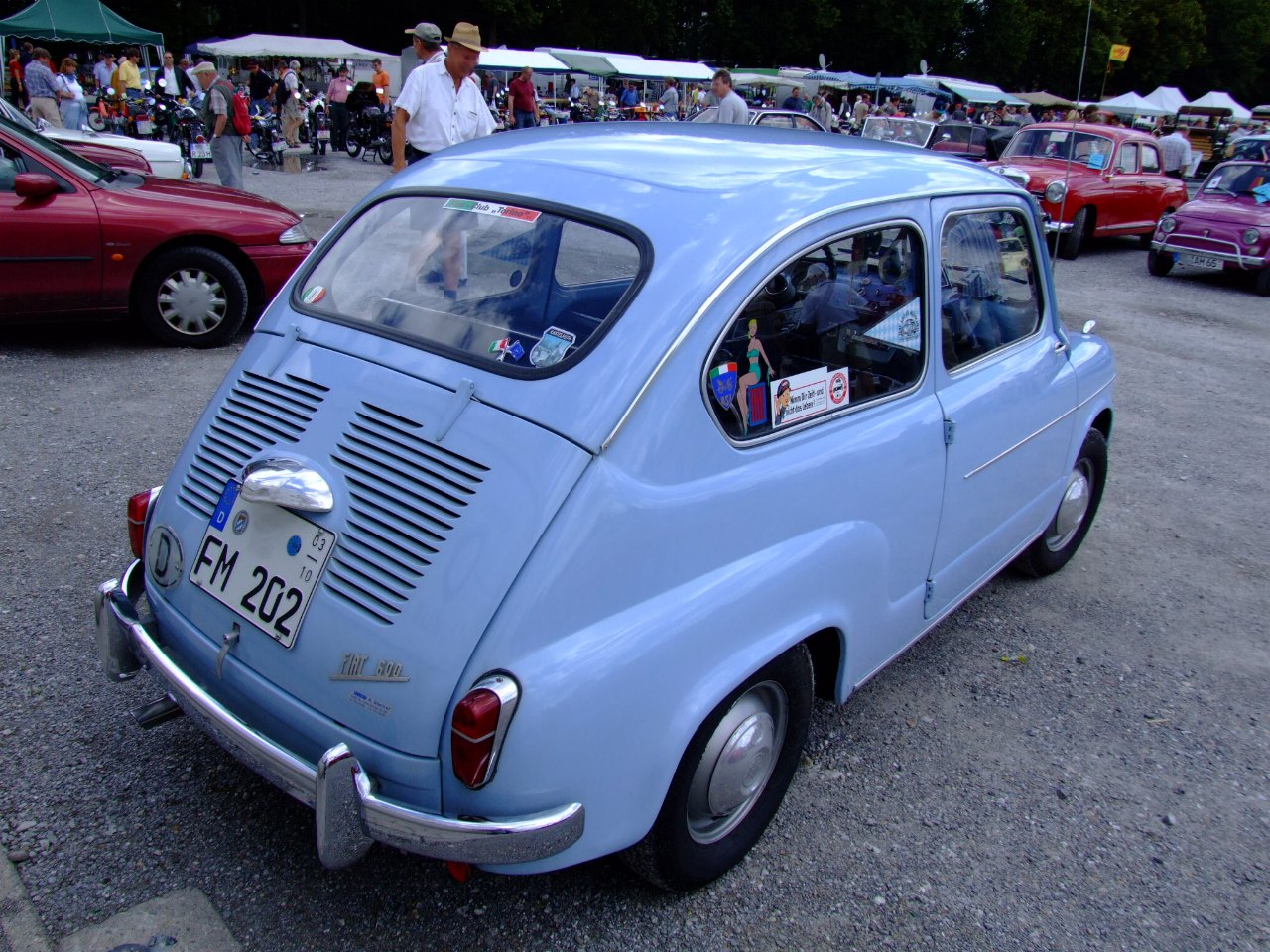
Fiat 600 berline 2e série, vue arrière.

L'évolution du modèle repose sur six séries en Italie :
- Fiat 600 : (mars 1955 - février 1957) moteur 633 cm3, carburateur Weber 22 DRA, 21,5 ch (15,8 kW) à 4 600 tr/min, vitesse maxi 90 km/h. Portières ouvrant face au vent (portes suicides), vitres coulissantes, clignotants placés sur les ailes, rond central sur la calandre avec « 600 » et six joncs horizontaux. Durant l'été 1955, Fiat complète l'instrumentation du tableau de bord avec un nouveau système breveté d'indication du niveau de carburant précis, qui n'oscille pas en roulant.

- Fiat 600 2e série : (mars 1957 - février 1959) la cylindrée du moteur ne change pas mais sa puissance passe de 21,5 à 22 ch (16 kW) toujours à 4 600 tr/min, grâce à l'utilisation du carburateur Weber 22 IM. Les vitres des portières sont maintenant descendantes à commande par manivelle mais toujours sans déflecteur.

- Fiat 600 3e série : (mars 1959 - septembre 1960) la puissance du moteur passe de 22 à 24,5 ch (18 kW) avec un carburateur Weber 26 IM et un taux de compression passé de 7:1 à 7,5:1. La vitesse dépasse les 100 km/h avec une consommation sans changement. La puissance de la dynamo passe de 180 à 230 W. Les feux arrière plus grands reprennent le dessin de ceux de la nouvelle Fiat 500. Les clignotants sur les ailes sont remplacés, comme l'exige le nouveau Code de la route italien, par des feux près des phares avant et des répéteurs de clignotants sont ajoutés sur la face verticale des ailes, en bout du jonc latéral, comme sur tous les modèles Fiat.

- Fiat 600D 1re série : (septembre 1960 - avril 1964). La cylindrée du moteur est portée à 767 cm3 avec une puissance de 29 ch (21 kW) à 4 800 tr/min autorisant une vitesse maxi de 110 km/h. Malgré l'augmentation sensible de la puissance, la consommation reste à 5,7 l/100 km. Sur le capot moteur arrière, le nombre de grilles d'air passe de 30 à 36 et des déflecteurs font leur apparition sur les portières qui restent à ouverture face au vent, selon les règles en vigueur.

- Fiat 600D 2e série : (mai 1964 - octobre 1965) La voiture ne reçoit aucune modification mécanique mais se met en conformité avec le nouveau code de la route « européen » qui impose l'ouverture des portières contre le vent.

- Fiat 600D 3e série : (surnommée « Fanalona » en Italie à cause de ses phares plus gros) (novembre 1965 - décembre 1969) La mécanique reste inchangée, les phares avant reprennent ceux de la Fiat 850 de plus grandes dimensions, tous les joncs latéraux et moulures sont supprimés sauf les habillages de portières. La face avant se voit dotée d'une simple baguette chromée avec le logo Fiat au centre. La capacité du réservoir de carburant est portée à 31 litres. Cette Fiat 600D  fut familièrement aussi appelée « 750 » et vendue dans les pays d'Europe du Nord sous le nom de « Fiat 770 » (à ne pas confondre avec le modèle du même nom produit en Argentine par Fiat Concord, petit coupé dérivé de la Fiat 850).

La production de la Fiat 600 est arrêtée en Italie fin décembre 1969, car remplacée par la Fiat 850, lancée cinq ans plus tôt, en mai 1964. La production globale du modèle italien s'élève à 2 695 197 exemplaires.

## Fiat 600 Multipla

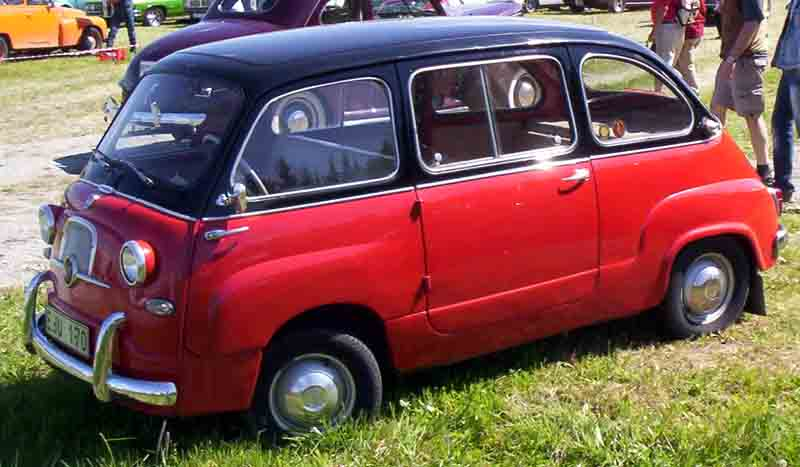
Fiat 600 Multipla.

La Fiat 600 Multipla est parfois considérée comme le premier monospace du monde, ou du moins un précurseur. Construite sur la base de la Fiat 600, sa carrosserie fut allongée pour y loger quatre portes et comportait une face avant plane en porte-à-faux sur le train avant. Cette version fut surtout appréciée des familles nombreuses et des taxis.
La Carrozzeria Coriasco utilisa la base du Multipla pour en dériver un fourgon, le Fiat 600 M Coriasco dont l'idée originale fut ensuite reprise par FIAT LCV pour le petit fourgon 600T.

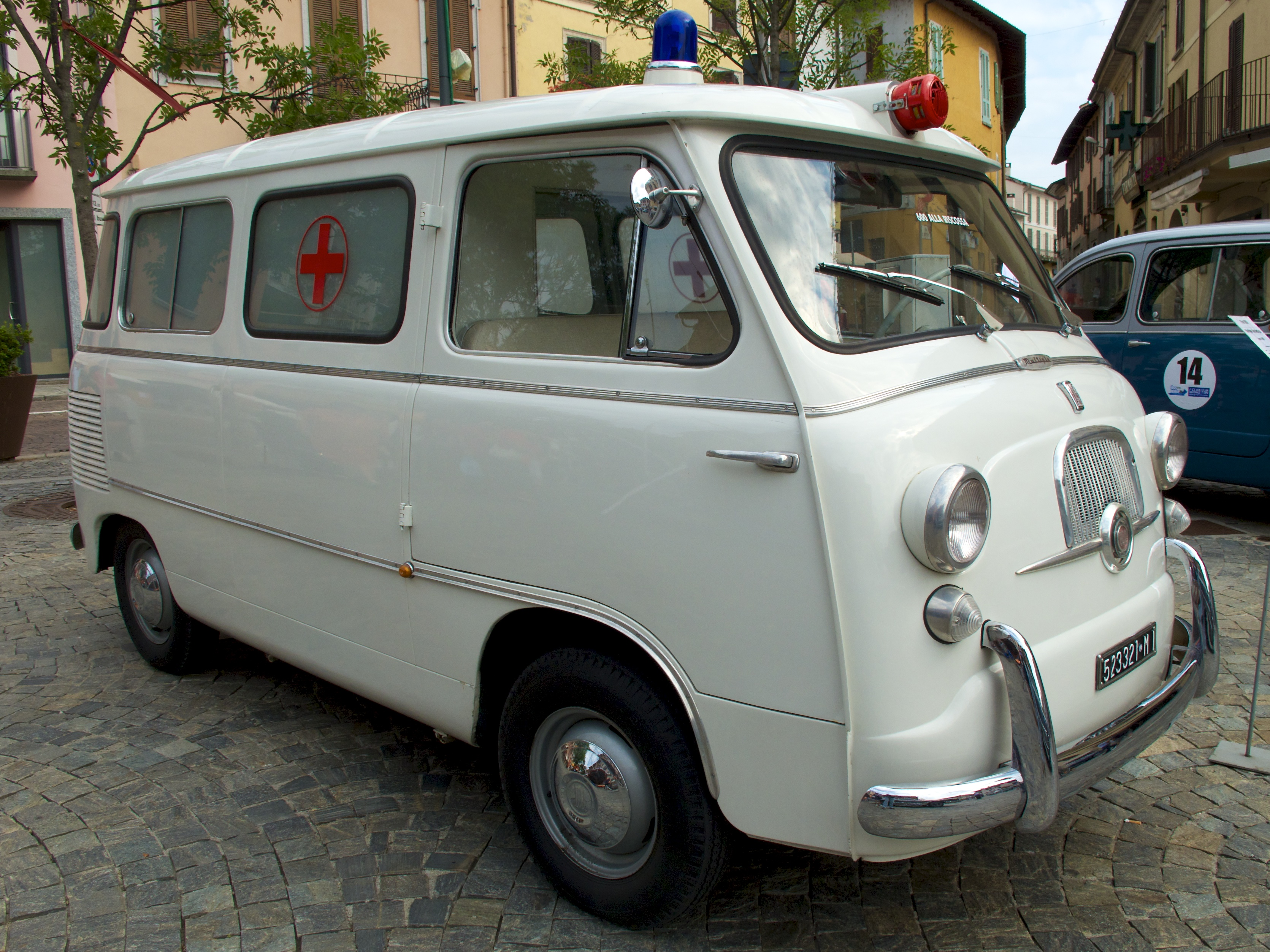
Fourgonnette FIAT 600 M Coriasco

## Carrosseries spéciales
Plusieurs carrossiers italiens eurent le loisir de créer des modèles « transformés » comme les versions 600 Ghia Jolly découvertes.

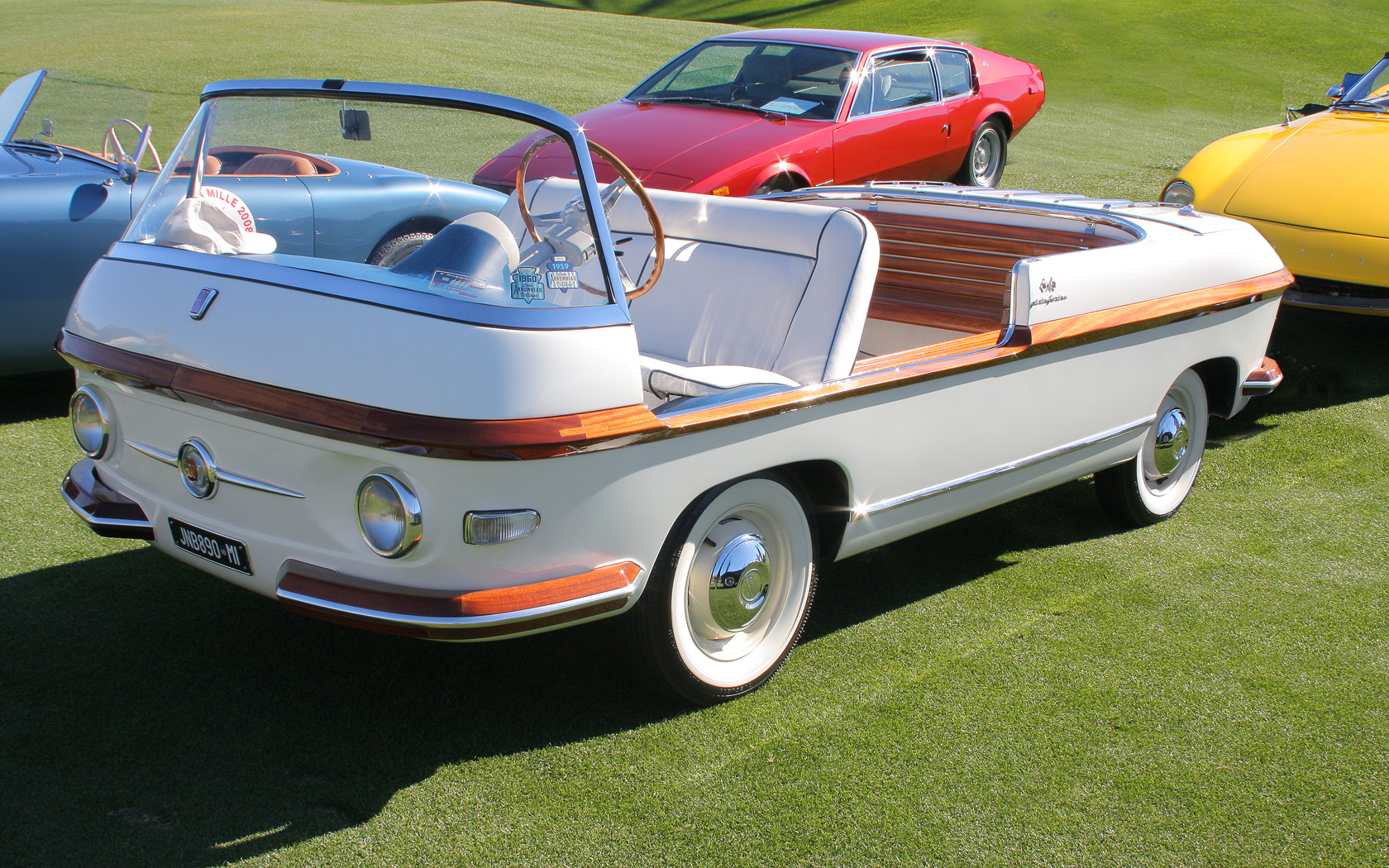
Fiat 600 Multipla Eden Roc par Pininfarina.

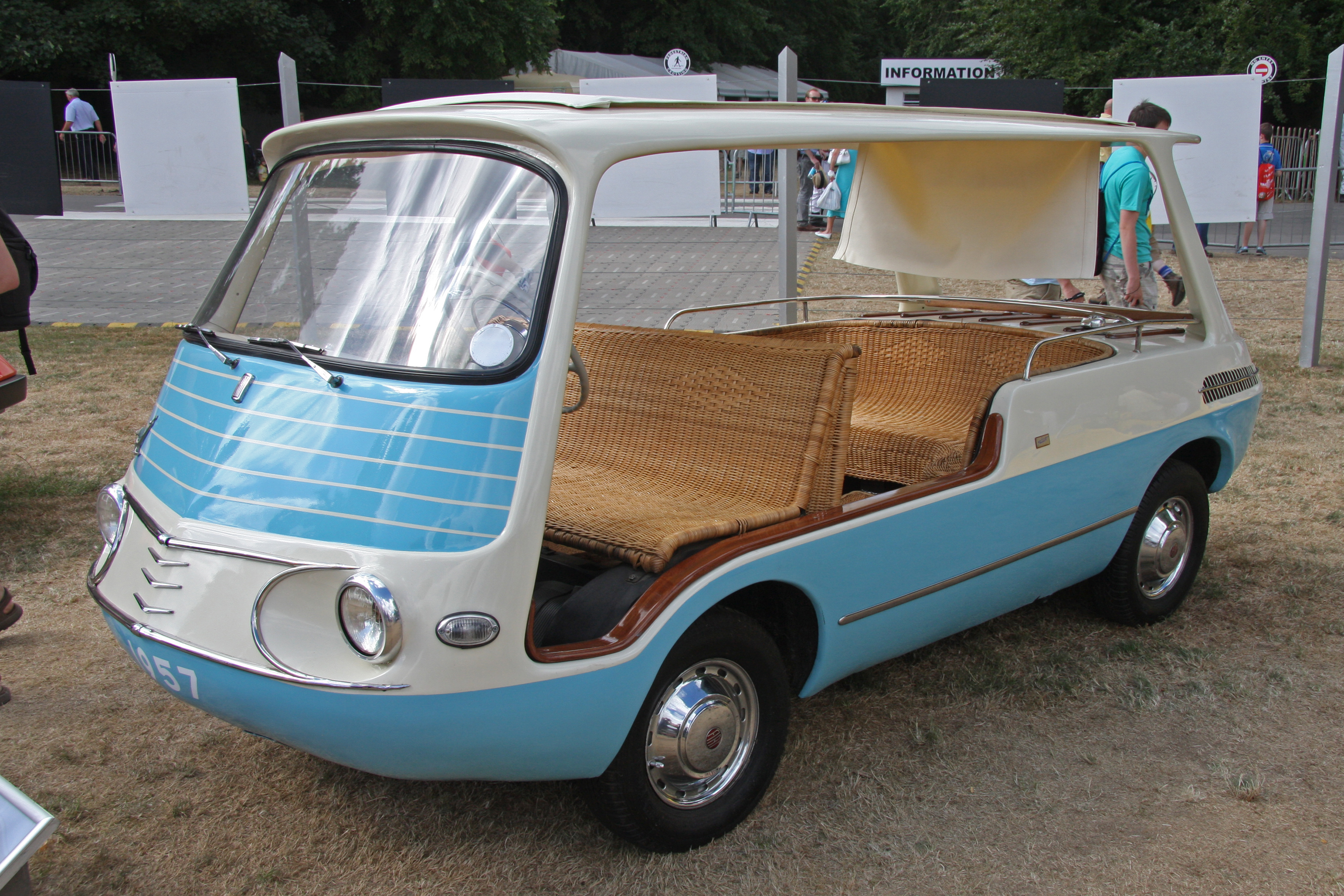
Fiat 600 Multipla Marinella par Fissore.

## La Fiat 600 dans le monde
Elle est fabriquée en Italie à une cadence qui dépassait les mille exemplaires par jour, du jamais vu à l'époque en Europe. À titre indicatif, la Renault 4CV, sa principale concurrente en France à l'époque, n'a jamais atteint les 450 exemplaires par jour. La fabrication de la Fiat 600 s'arrêtera en 1969 après avoir connu trois séries et une production de 2 695 197 exemplaires dans les seules usines italiennes. 
À l'étranger, la Fiat 600 a été construite principalement dans les pays suivants :

### Espagne: Seat 600

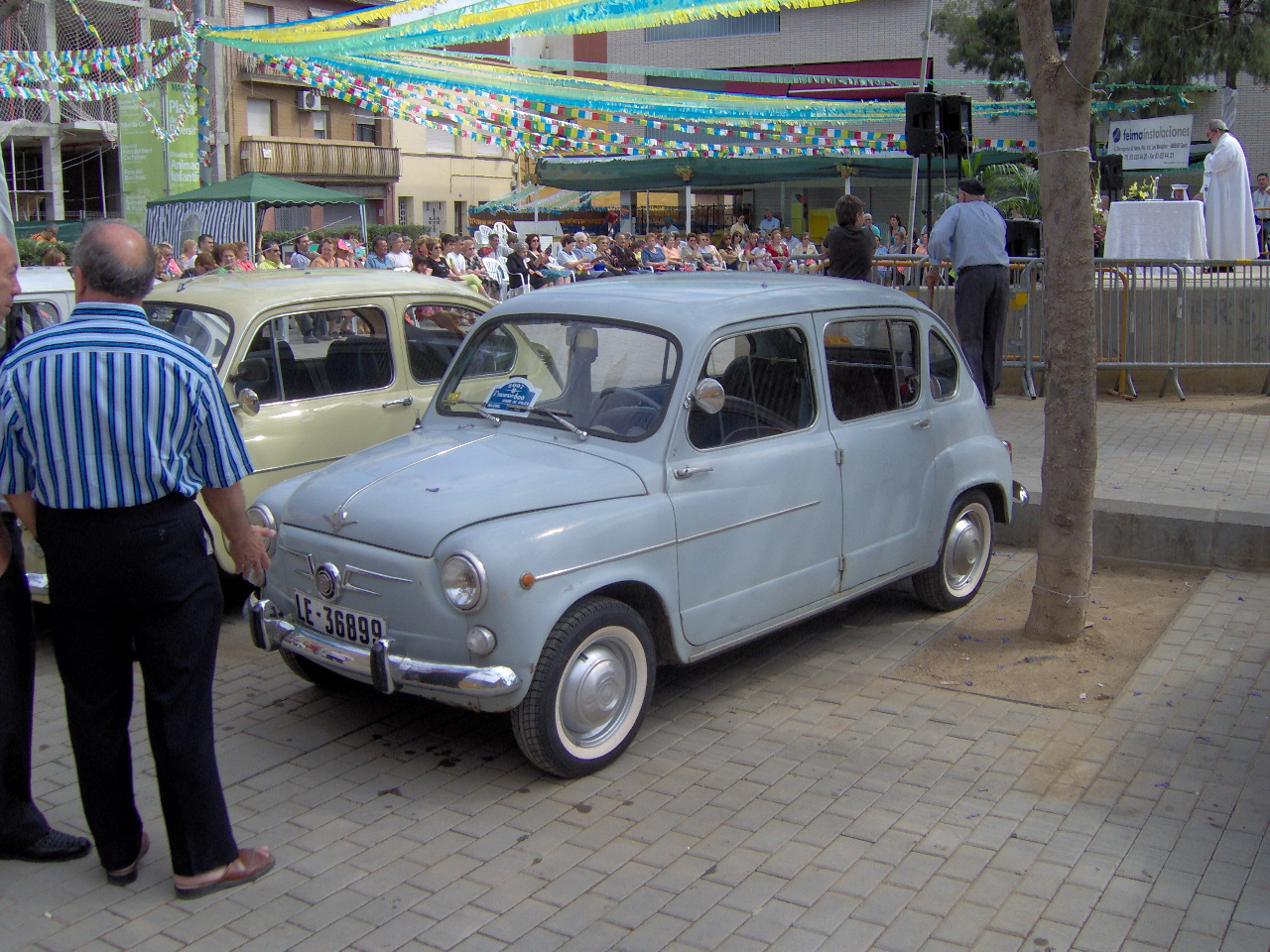
SEAT 800, la seule version à quatre portes.

Le 27 mai 1957, Seat présente au Salon de Barcelone la Seat 600, copie conforme de l'original italien. L'engouement du public pour El Seiscientos est ici aussi très fort et la seconde version ne verra le jour que bien des années plus tard, comme en Italie avec La 600 D dont Seat créa une version typiquement réservée au marché espagnol, la Seat 800, une 600 rallongée à quatre portes. La fabrication s'arrêta en 1973 après 815 449 exemplaires produits.

#### Les différentes versions de la SEAT 600/800
La version espagnole de la Fiat 600 verra sa carrière suivre l'évolution du modèle italien avec quelque temps de retard.
- SEAT 600 : version de base présentée en 1957, souvent appelée par erreur "600 N". Après une première série importée directement d'Italie pour tester le marché local, elle a été produite sous licence à partir du 27 mai 1957 dans l'usine historique SEAT dans la « Zona Franca » de Barcelone. Elle ne subira aucune modification pendant six ans, jusqu'en 1963 avec son moteur quatre cylindres refroidi par eau FIAT type 100 de 633 cm3 développant une puissance de 21,5 ch pour atteindre une vitesse de 95 km/h. À partir de 1958, la SEAT 600 est livrable avec un toit ouvrant.
- SEAT 600D : première évolution du modèle en 1963 avec l'apparition, comme sur l'original italien, d'un nouveau moteur dont la cylindrée est portée à 767 cm3 et la puissance à 29 ch SAE (22 ch DIN) autorisant une vitesse de 108 km/h. Siata lance une variante commerciale, la SEAT 600 Formichetta.

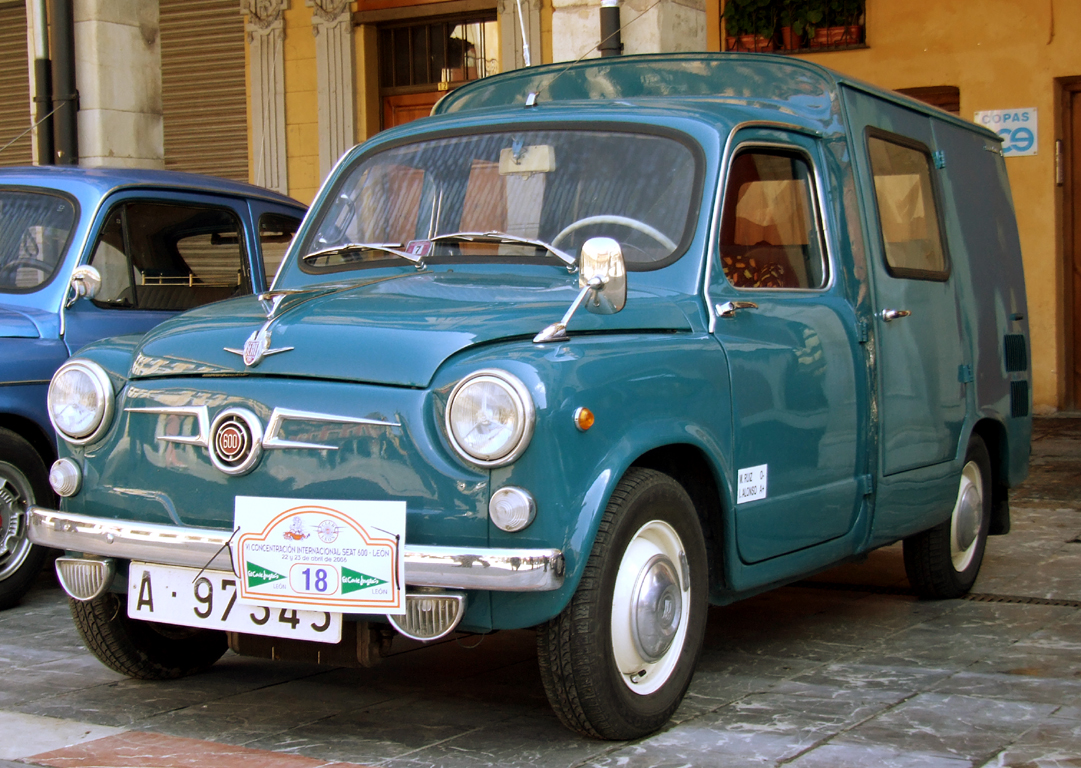
SEAT 600 Formichetta.

- SEAT 800 : Le constructeur espagnol a commercialisé une version à quatre portes due au carrossier catalan Costa, baptisée SEAT 800, de janvier 1964 à juin 1967, modèle basé sur la 600D allongée.
- SEAT 600E : version lancée en février 1970, une évolution réglementaire pour rendre l'ouverture des portières contre le vent. L'habillage intérieur est également revu.
- SEAT 600L : version luxueuse de la 600E avec notamment des sièges en cuir propose également une puissance plus élevée portée à 29 ch DIN.
- SEAT 600 Savio : ce modèle est un exemplaire unique. En fait, il s'agit d'une Fiat 600 Multipla que SEAT a achetée pour la visite de l'usine par le dictateur Francisco Franco et modifiée par le remplacement des logos FIAT par des logos SEAT.

Le constructeur espagnol a également commercialisé des versions spécifiques de la SEAT 600, comme la « 600 Descapoable », une version avec un toit en toile.
- SEAT 600 Formichetta, version fourgonnette et la « 600 Commercial », une version commerciale avec les vitres remplacées par de la tôle, produite de 1963 à 1967.

#### Production SEAT 600
La première SEAT 600 a quitté la chaîne de fabrication de l'usine implantée « Zona Franca » à Barcelone le 27 mai 1957, la dernière a été fabriquée le 3 août 1973. Au total, 815 449 exemplaires ont été produits entre SEAT 600 et 800 berline.
| 1957  | 1958   | 1959'  | 1960   | 1961   | 1962   | 1962   | 1964   | 1965   | 1966   | 1967   | 1968   | 1969   | 1970   | 1971   | 1972   | 1973   | Total   |
| ----- | ------ | ------ | ------ | ------ | ------ | ------ | ------ | ------ | ------ | ------ | ------ | ------ | ------ | ------ | ------ | ------ | ------- |
| 2 586 | 12 009 | 22 795 | 23 416 | 23 186 | 28 426 | 36 302 | 61 091 | 66 478 | 66 431 | 67 308 | 71 608 | 63 808 | 79 123 | 53 720 | 69 755 | 35 703 | 797 349 |

La production totale du modèle SEAT 600/800 s'élève à 815 549 exemplaires dont 18 200 Seat 800, la version à 4 portes, réservée au marché espagnol.

### Allemagne: Fiat Neckar Jagst 600

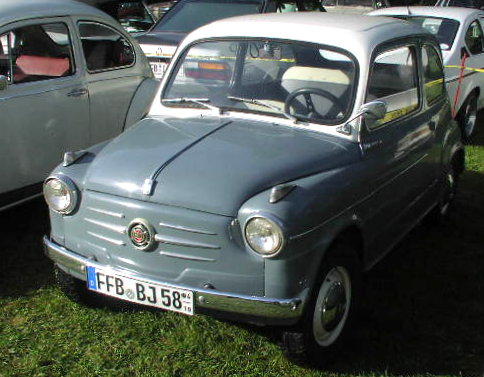
Fiat Neckar Jagst 600.

La filiale allemande Fiat Neckar a débuté l'assemblage en juin 1956 de la « Jagst 600  », qui deviendra « Jagst 770 » en octobre 1960. Elle sera fabriquée dans l'usine Fiat d'Heilbronn jusqu'en décembre 1969 à plus de 172 000 exemplaires en deux séries : Jagst 600 et Jagst 2.

### Belgique
La production a eu lieu à Waterloo, de 1957 à 1967 dans une nouvelle usine de la filiale locale Fiat-SAMAF, qui a employé jusqu'à 1 100 personnes.

### Yougoslavie: Zastava 600/750

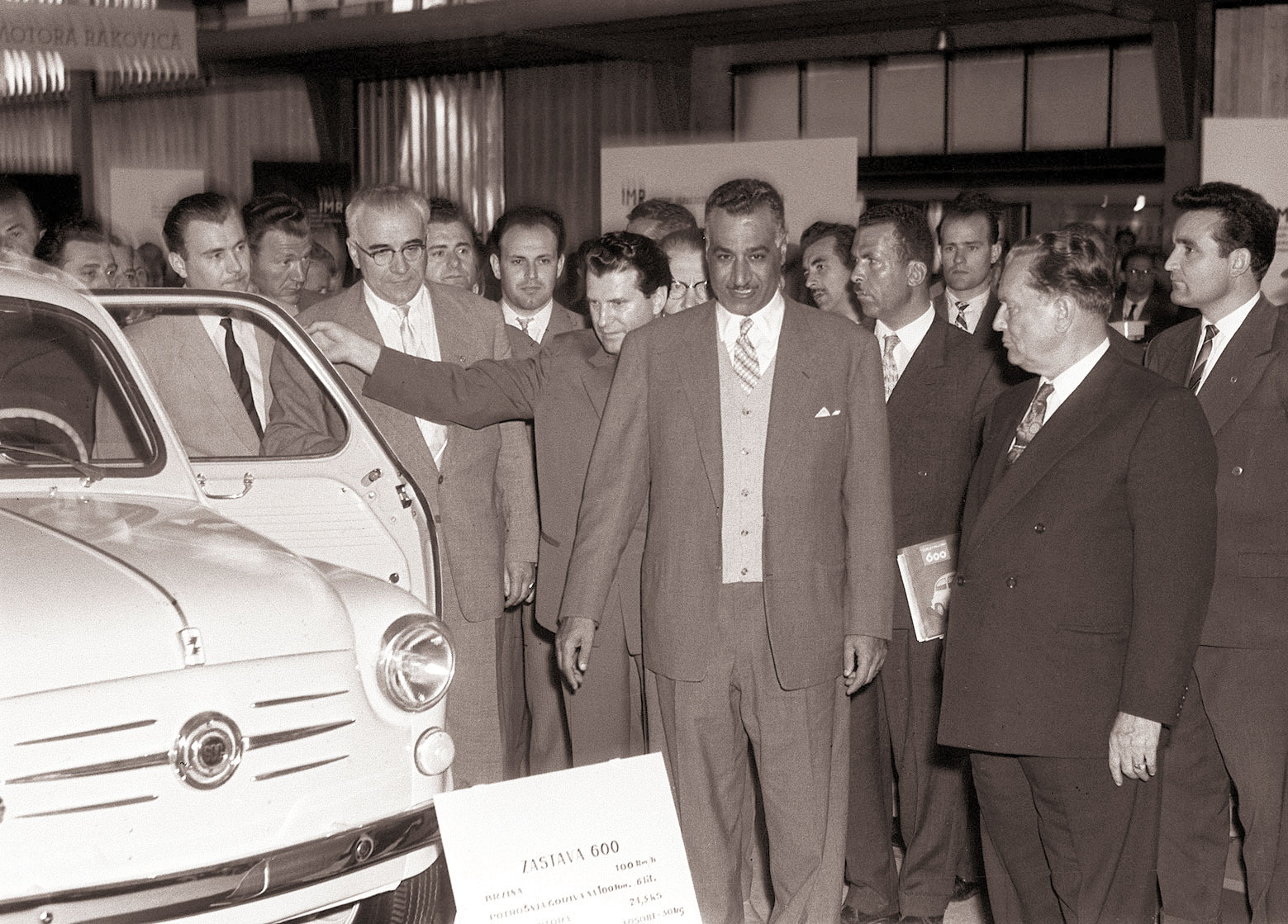
Tito et Nasser posant près d'une Zastava 600 exposée au Salon international des moteurs et des véhicules à moteur de Ljubljana en 1960.

En 1959, la société Zastava, associée de Fiat, présente au Salon de Belgrade la Zastava 600, qui devient ensuite Z 650, puis Z 750 et Z 850. Elle est fabriquée jusqu'en 1990 à 923 487 exemplaires. Pendant la guerre en 1999, l'usine de Kragujevac ayant été bombardée, la ligne de fabrication est déplacée en Turquie chez Tofaş, la filiale de Fiat où la production de la « Z 850 » n'a été que très marginale.

### Argentine: Fiat 600[4],[5]
À partir de 1958, la Fiat 600 est exportée en Argentine mais la demande est tellement forte que la production italienne ne peut y faire face. Fiat décide alors d'installer une ligne de fabrication dans son usine argentine Fiat Concord de Córdoba afin de faire face à la très forte demande des marchés Sud Américains. La Fiat 600 sera également assemblée au Chili et au Venezuela. 294 197 exemplaires ont été produits en Argentine jusqu'en 1982.
- Fiat 600 (1960-62)

La production locale dans l'usine Fiat Concord a commencé le 7 avril 1960, avec le modèle 600, qui était une réplique exacte de l'original italien avec un jonc supplémentaire sur les pare-chocs avant et arrière conformément au code de la route argentin. Le moteur était également le même, 633 cm3 développant 21,5 ch DIN. L'usine d'assemblage était implantée dans la ville de Caseros, dans la province de Buenos Aires tandis que la production des moteurs, boîtes de vitesses et autres éléments mécaniques provenaient de l'usine de Ferreyra dans la province de Córdoba.
- Fiat 600D (1962-65)

En 1962, après avoir terminé la construction d'une nouvelle usine à El Palomar (Buenos Aires), Fiat Concord lance la version « 600 D ». Comme sa sœur italienne, le modèle argentin voit la cylindrée du moteur passer de 633 à 767 cm3 avec une puissance portée à 32 ch DIN. Elle bénéficie de quelques détails extérieurs mineurs comme l'incorporation de déflecteurs dans les vitres des portières et d'une finition intérieure plus soignée.
En 1963, la fabrication des carrosseries est déplacée sur le nouveau site industriel de El Palomar. C'est sur ce site que seront produits la grande majorité des modèles Fiat argentins jusqu'en 1996.
- Fiat 600E (1965-70)

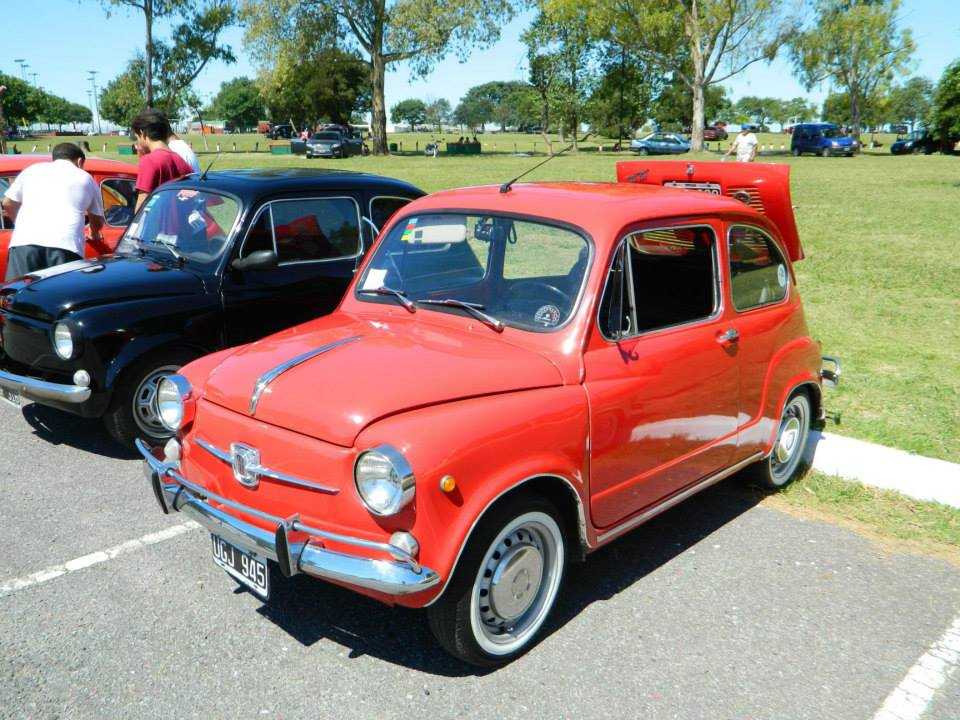
Fiat 600E.

La version 600E a été lancée en avril 1965. La modification extérieure la plus notable fut le renversement du sens d'ouverture des portes contre le vent. D'autres modifications mineures comme des phares plus gros à l'avant comme à l'arrière, et le remplacement de la fausse calandre par une simple baguette horizontale comme sur l'original italien. La production restera inchangée jusqu'à la fin de 1966.
En janvier 1967, Fiat présente la 600E (deuxième série), très similaire à la précédente, sauf pour le système de filtration d'air qui adopte le système de cartouche filtrante sèche remplaçable.
En 1968, Fiat Concord apporte un petit changement esthétique avec de nouveaux pare-chocs, toujours surmontés d'une barre ronde mais plus fine et d'un design plus moderne. Le moteur voit sa cylindrée augmentée à 797 cm3. Le modèle est baptisé Fiat 600F.
- Fiat 600R (1970-77)

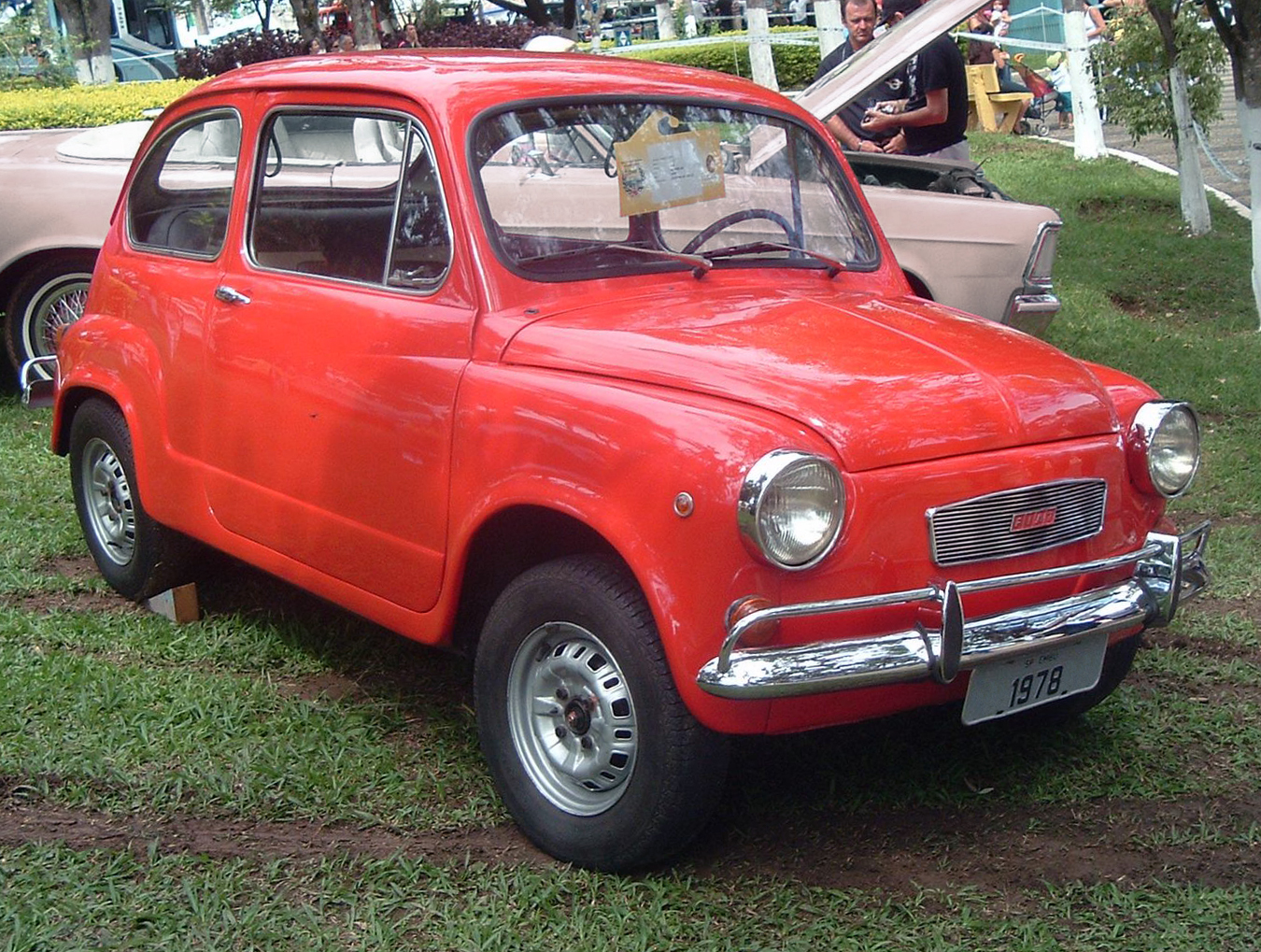
Fiat 600R.

En novembre 1970, Fiat-Concord lance la version 600R. Ce nouveau modèle se distingue à l'extérieur par l'abandon du jonc chromé longitudinal sur le capot avant et la carrosserie du couvercle de malle sans pliure alors que sa mécanique reprend celle de la version E (2e série) avec ses 797 cm3 et 32 ch DIN. C'est cette version qui connaîtra le plus gros succès de ventes alors qu'il est resté sans aucune modification pendant sept ans et qu'en 1974, une concurrente interne était née avec la Fiat 133.
- Fiat 600S (1977-82)

La version 600S a été lancée en juillet 1977. Le principal changement apporté par cette version était sa mécanique dont la cylindrée du moteur a été portée à 843 cm3 avec une puissance de 38 ch DIN. Ce sera la dernière version du modèle Fiat 600 argentin fabriqué jusqu'à sa fin en 1982. La seule modification dont a pu bénéficier la Fiat 600S sera, en début d'année 1981, la suppression réglementaire des défenses sur pare-chocs. Les pare-chocs des voitures argentines sont devenus semblables à ceux de tous les autres pays du monde.
Les jours de fabrication de la Fiat 600S en Argentine ont été comptés à partir de la création de Sevel Argentina en 1980. Les dirigeants de la nouvelle société avaient décidé de cesser la production des Fiat 600S et Fiat 133, pour les remplacer par le nouveau modèle Fiat 147 le 9 avril 1982.

### Production Fiat 600 Argentine[7]
Selon les archives de l'ADEFA (Asociación de Fábricas de Automotores), entre le 7 avril 1960 et le 9 avril 1982, 316 254 exemplaires ont été produits localement.
| 1960  | 1961  | 1962  | 1963  | 1964   | 1965   | 1966   | 1967   | Total  |
| ----- | ----- | ----- | ----- | ------ | ------ | ------ | ------ | ------ |
| 1 968 | 4 717 | 6 776 | 8 749 | 11 714 | 12 367 | 13 685 | 17 817 | 77 793 |

| 1960/67 | 1968   | 1969   | 1970   | 1971   | 1972   | 1973   | 1974   | 1975   | 1976   | 1977   | 1978  | 1979  | 1980  | 1981  | 1982  | Total   |
| ------- | ------ | ------ | ------ | ------ | ------ | ------ | ------ | ------ | ------ | ------ | ----- | ----- | ----- | ----- | ----- | ------- |
| 77 793  | 18 096 | 24 246 | 24 611 | 22 057 | 19 387 | 18 969 | 21 666 | 18 844 | 14 030 | 11 389 | 6 351 | 5 610 | 7 251 | 2 872 | 1 025 | 316 254 |

, 

### Chili: Fiat 600
À partir de 1962, les droits de douane exorbitants (305 %) freinent énormément les exportations de la filiale argentine Fiat Concord qui n'arrivait plus à satisfaire les commandes. Fiat Auto Italie décide alors d'installer une filiale Fiat Chile disposant d'une ligne de montage au Chili qui en fabriquera presque 12 000 exemplaires jusqu'en 1978, plus beaucoup d'autres modèles de la marque jusqu'en 1983.
Au Chili, la Fiat 600, importée d'Argentine, est apparue au début des années 1960 et a été immédiatement adoptée par les jeunes classes supérieures de Santiago. Bien que concurrencée par la Simca 1000, Renault 4, Volkswagen Coccinelle et la Citroën 2CV, la Fiat 600 resta longtemps la meilleure vente locale et très populaire en raison de ses dimensions compactes. Comme dans tous les pays d'Amérique du Sud, elle était connue sous le surnom de « Fitito ».
La Fiat 600 est l'un des véhicules les plus utilisés dans les courses de voitures, sur piste comme sur route. Les débuts de la Fiat 600 dans les compétitions au Chili remontent à 1969, quand les frères Juan Manuel et Santiago Bengolea ont ramené d'Italie un modèle Fiat 600 Abarth.

### Colombie: Fiat 600 / Fiat 750Z
La Fiat 600 a été assemblée en Colombie, dans l'usine du principal constructeur automobile du pays, Compañía Colombiana Automotriz de 1973 à 1980. Les composants venaient d'Argentine, de chez Fiat Concord. Avec la création de Sevel Argentina en 1980 et l'arrêt de la production de la Fiat 600 en Argentine, le constructeur colombien se tourna vers le constructeur yougoslave Zastava, filiale de Fiat qui lui livra certains composants de son modèle Zastava 750. Le nouveau modèle baptisé Fiat 750Z sera assemblé avec 60 % de pièces d'origine colombienne et 40 % de composants serbes (Zastava 750). Le modèle sera fabriqué jusqu'en 1982.

### Portugal: Fiat 600
D'abord exportée depuis l'Italie puis l'Espagne, l'assemblage de la voiture débute en 1964 dans l'usine Somave, filiale de Fiat, de Vendas Novas. Sa construction prendra fin en 1971, après une production de 9 576 unités.

### Autriche: Fiat Steyr 600

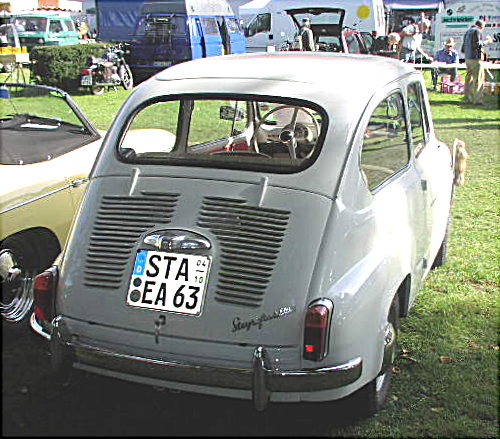
Fiat Steyr 600

Les modèles Fiat Steyr 600 et Multipla ont été assemblés par le constructeur autrichien dans son usine de Steyr durant l'année 1956. Les modèles « Fiat 600 » et « 600 Multipla » ont ensuite été importés complets mais recevaient les logos Fiat Steyr.

## Production globale mondiale
La production globale mondiale du modèle Fiat 600 dépasse les 4 940 000 unités.

## Les versions dérivées

### La Fiat 600 Savio Jungla
La Fiat 600 Savio Jungla est une automobile conçue pour un usage militaire et, sa version civile, pour le temps libre, aussi appelée pickup tout-terrain, était définie en Italie comme « spiaggina ». Elle est produite par la Carrozzeria Savio de 1965 à 1974.

### La Fiat 600 Ghia Jolly

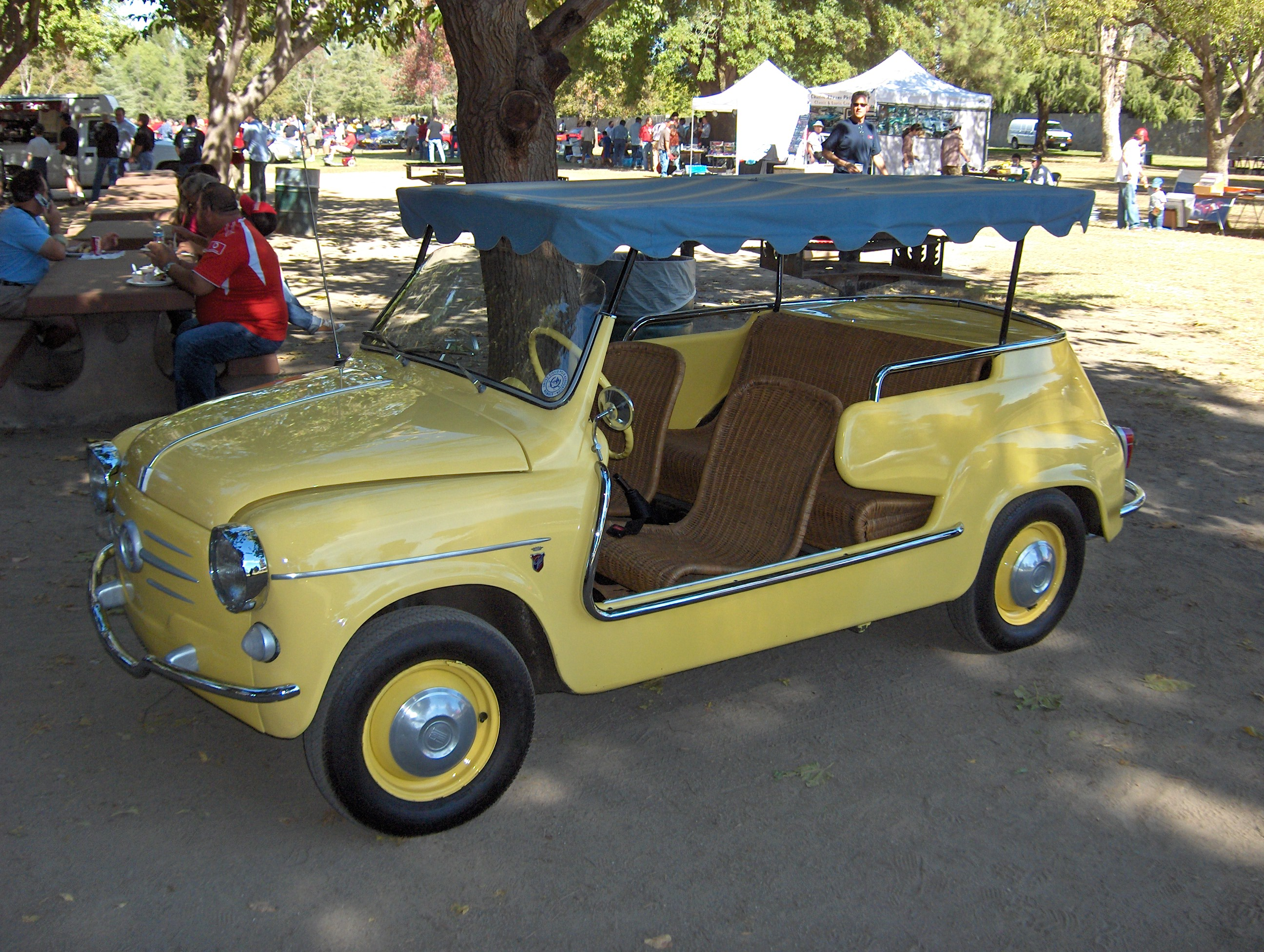
Fiat 600 Jolly.

En 1958, Fiat a expédié un certain nombre de Fiat 600 au carrossier italien Ghia pour la transformation en version Jolly. Cette version, baptisée Spiaggietta en Italie, adoptait des sièges en osier et, en option, un top à franges pour protéger ses occupants contre le soleil méditerranéen. Ces voitures avaient été conçues initialement pour une utilisation par de riches propriétaires de grands yachts qui voulaient avoir une voiture dès leur arrivée dans les ports. Aristote Onassis fut le premier à posséder une 600 Jolly.
La voiture était considérée comme un véhicule de luxe pour les riches Européens, et surtout destinée au marché américain.
Avec un coût de près du double de la Fiat 600 normale, elle fera l'objet d'une production en petite série limitée. Moins de cent exemplaires existent encore aujourd'hui (2015), chacun étant unique. Trente-deux exemplaires du Jolly ont été utilisés comme taxis sur l'île de Catalina, au large de la côte de Los Angeles aux États-Unis dans les années 1958-1962. Parmi les propriétaires les plus célèbres du Fiat 600 Jolly, on compte Aristote Onassis, Yul Brynner, Grace Kelly, Mary Pickford, Mae West, Gianni Agnelli et James Inglis. Les rares Fiat 600 Jolly sont très recherchés par les collectionneurs, cependant, des répliques ont été saisies qui voulaient se faire passer pour des versions authentiques. Une véritable Fiat 600 Jolly de 1960 a atteint le prix record de 170 500 US$ lors d'une vente aux enchères de voitures de collection à Scottsdale, en Arizona, en janvier 2015.

### Les versions Abarth
L'excellente base de la Fiat 600 a permis à un certain nombre de préparateurs de l'époque d'élaborer des versions sportives avec un succès plus ou moins important, Fabio Colonna remportant par exemple la Targa Florio 1957 (il est vrai hors championnat du monde des voitures de sport cette année-là). Le meilleur exemple est encore la version Abarth du modèle, dont le moteur a été porté à 982 cm3, et qui remporte de nombreuses courses, tout en étant commercialisée à grande échelle, avec un appréciable succès commercial.

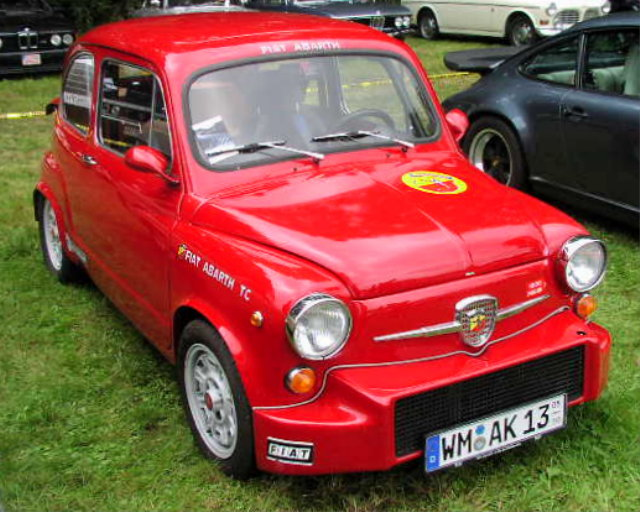
Fiat Abarth 1000 TC.

## La copie soviétique ZAZ 965

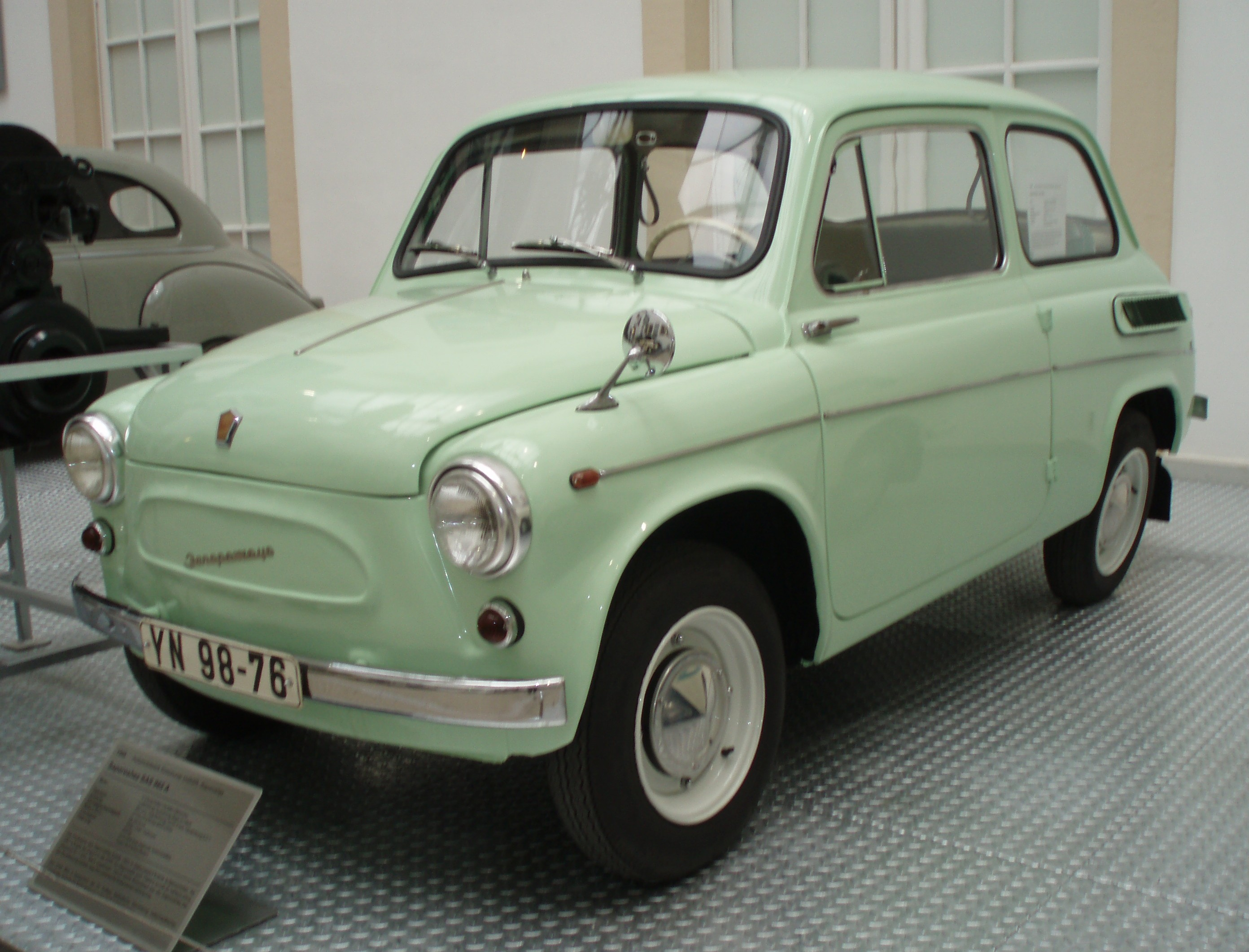
ZAZ Zaporetz série 960-965.

De 1960 à 1969, la société soviétique Zaporozhsky Avtomobilny Zavod ZAZ fabriqua les modèles ZAZ 965 et 965А qui relèvent d'une très large inspiration de la Fiat 600. Elle disposait d'une carrosserie parfaitement semblable aux deux ouïes de prise d'air sur les ailes arrière près et d'un habitacle reprenant l'habillage de la Fiat. Seul le moteur avait une cylindrée très légèrement supérieure, 700 cm3 refroidi par air à quatre cylindres en V au lieu des 633 cm3 refroidis par eau et à quatre cylindres en ligne de la Fiat 600 1re série. Les archives de la société prouvent que ce fut le Ministre de l'industrie automobile soviétique, N. Strokine, qui ordonna personnellement aux techniciens de l'entreprise d'État soviétique de prendre comme base la Fiat 600. La voiture fut produite en Ukraine et obtint un grand succès auprès des automobilistes malgré une durée de fabrication de seulement quatre ans. Elle fut très peu vendue à l'étranger sous le nom de Yalta, surtout à cause des menaces de dénonciation de copie par Fiat.
Cette automobile sera remplacée par la ZAZ 966/968 dont le dessin de la carrosserie était inspiré de la NSU Prinz 4, mais les dimensions et l'aménagement intérieur étaient très différents. Comme la 965, la 966/968 ne sera fabriquée que durant quatre ans.